# Pedicularis stenophylla
Pedicularis stenophylla är en snyltrotsväxtart som beskrevs av Li. Pedicularis stenophylla ingår i släktet spiror, och familjen snyltrotsväxter. Inga underarter finns listade i Catalogue of Life.